# Miloš Nikić
Miloš Nikić (serbisch-kyrillisch Милош Никић; * 31. März 1986 in Cetinje, Jugoslawien) ist ein serbischer Volleyballspieler.

## Karriere
Nikić begann seine Karriere 2006 bei OK Budvanska Rivijera. 2007 erreichte er mit der serbischen Nationalmannschaft den dritten Rang bei der Europameisterschaft in Russland. Anschließend wurde der Außenangreifer vom italienischen Verein Sparkling Milano verpflichtet. 2008 stand er mit den Serben im Endspiel der Weltliga. Nach einer Saison in Belgien bei Knack Randstad Roeselare wiederholte er dieses Ergebnis in der Weltliga. 2009 kehrte er nach Italien zurück, wo er jeweils ein Jahr für Andreoli Latina und RPA San Giustino spielte. Bei der EM 2011 gewannen die Serben den Titel. Der Außenangreifer wechselte zu Acqua Paradiso Monza. 2012 spielte Nikić mit Serbien bei den Olympischen Spielen in London.